# Бред Літтл
Бред Літтл (англ. Brad Little; нар. 15 лютого 1954, Емметт, Айдахо) — американський політик, член Республіканської партії. Віцегубернатор штату Айдахо з 2009 до 2019 року. Губернатор Айдахо з 2019 року.

## Біографія
Закінчив Айдаський університет. Сенатор штату Айдахо з 2001 до 2009 року.